# 白腹凯克鹦哥
，又名白腹凱克，是鸚形目新世界鸚鵡科凱克鸚鵡屬下的鳥類。這種鳥類分佈於巴西的亞馬遜雨林內，因雨林環境的持續性喪失、退化和人為干擾因素，目前其物種狀態被歸為易危。
本物種由德國自然學家海因里希·庫爾首次以命名，現歸於凱克鸚鵡屬下。其屬名來自裸眼鹦哥属的學名加上古希臘語字尾（轉寫：-ítēs，意指「類似的」）而成。:307而種小名則為希臘語的（意指「白色」）及（意指「腹部」）組成。:223
目前包含指名亞種在內共有三個亞種，一份於2014年的形態學研究指出應將白腹鸚鵡下的亞種獨立並分為三個物種，即白腹凯克鹦哥自身（又稱綠腿鸚鵡）及另外兩個新物種：黃尾鸚鵡及黑尾鸚鵡。
白腹鸚鵡是一種中等體型的鸚鵡，其頭頂呈桃橙色，眼睛虹膜為紅棕色，喉嚨和頸部兩側呈黃色，胸部為白色，其餘上半身呈綠色，下腹兩側和腿上的羽毛為綠色，尾下覆羽則為黃色。其體重平均約155.0公克，鳥喙寬平均約13.6公釐、深平均約24.9公釐、嘴峰長平均約28.0公釐；翼長平均約138.3公釐；跗蹠約16.9公釐；尾長約69.5公釐。
這種鳥類可做為寵物飼養，當中最為常見的即為黃腿的P. l. xanthomerius亞種，但同時也因此造成其數量減少。白腹鸚鵡能夠學習一些簡單的句子和字彙，相當活潑好動，但叫聲與其近親黑頭鸚鵡一樣相當刺耳。